# Disa rhodantha
Disa rhodantha är en orkidéart som beskrevs av Rudolf Schlechter. Disa rhodantha ingår i släktet Disa och familjen orkidéer. Inga underarter finns listade i Catalogue of Life.